# Dreptatea reginei
„Dreptatea reginei” este al treilea episod al celui de-al șaptelea sezon din serialul HBO intitulat Urzeala tronurilor. Acesta a fost scris de David Benioff, D.B. Weiss și regizat de Mark Mylod. În România, episodul a fost difuzat pe 31 iulie 2017.

## Acțiune
Daenerys Targaryen își strânge oamenii. Cersei returnează un dar. Jaime învață din greșelile lui.

## Legături externe
- Dreptatea reginei la Urzeala tronurilor Wiki

## Vezi și
- Urzeala tronurilor (sezonul 7)